# Gaylord, Kansas
Gaylord är en ort i Smith County i Kansas. Vid 2010 års folkräkning hade Gaylord 114 invånare.